# Кизилуй (імені Мукана Іманжанова сільський округ)
Кизилу́й (каз. Қызылүй) — село у складі Улитауського району Улитауської області Казахстану. Входить до складу сільського округу імені Мукана Іманжанова.
Населення — 43 особи (2021; 77 у 2009, 127 у 1999, 151 у 1989).
Національний склад станом на 1989 рік:
- казахи — 100 %.

Станом на 1989 рік село мало назву Улитау, таку ж, як і районний центр